# رود ویم
رود ویم رودی است که به ویچگدا می‌ریزد. این رود از کشور روسیه می‌گذرد و طول آن ۴۹۹ کیلومتر (۳۱۰ مایل) است.